# 諏訪山 (群馬県・埼玉県)
諏訪山（すわやま）は、群馬県多野郡神流町と埼玉県秩父郡小鹿野町とにまたがる標高1,207.1mの山である。
登山道は神流町志賀坂森林公園遊歩道として整備され、「間物（まもの）登山口」と「志賀坂登山口」がある。

## アクセス
- 国道299号（西上州やまびこ街道）志賀坂峠（志賀坂トンネル）
- 西武秩父線西武秩父駅より、バス（西武観光バス小鹿野線小鹿野役場にて、西武観光バス志賀坂線に乗り継ぎ、坂本バス停で下車）で約90分、志賀坂登山口まで徒歩で約60分
- 高崎線新町駅より、バス（日本中央バス奥多野線「広域路線バスかんながわ号」の古鉄橋で下車）で90分、間物登山口まで徒歩で40分

## 三角点
- 種別等級：三等三角点
- 点名：志賀坂
- 地形図：長野-万場
- 所在地：埼玉県秩父郡小鹿野町大字河原沢字志賀坂3081番地
- 標高：1,207.14m